# Рамс Парк
Спортен комплекс Али Сами Йен (известен като стадион Али Сами Йен), брандиран като Рамс Парк поради спонсорски причини, е футболен стадион, който служи като домакински на клуба от турската Суперлига – Галатасарай. Намира се в квартал Сейрантепе в район Саръйер  от европейската страна на Истанбул, Турция. Стадионът с всички места има капацитет да приеме 52 280 зрители по време на футболни мачове. Рамс Парк е част от спортния комплекс Aли Сами Йен, кръстен на основателя на клуба.
На него домакинските си мачове играят „Галатасарай“.
Стадионът е с капацитет 52 652 зрители. Включен е в състава на спортните съоръжения за кандидатурата на Турция за Евро 2016.